# 마을공동체
마을 공동체는 90년대 지방자치의 시작으로 주민들과 지역의 리더를 맡고 있는 사람, 시민활동가들이 지역공동체의 회복을 도모하고 활성화를 위한 자발적인 노력을 전개하면서 생겨났다. '마을'이란 단어는 촌락과 같은 뜻으로 동단위 보다는 작은 규모의 공간으로 일상생활을 함께 하면서 소통을 바탕으로 공동체 문제를 해결해 나가는 사람들이 모여있는 공간을 의미한다. 즉 마을 공동체란 주민들이 모여 자신들이 속해있는 '마을'에 관한 일을 주민들 스스로 해결하고 결정하는 것을 말한다.

## 마을공동체 사업의 추진배경
한국의 큰 경제성장에도 불구하고 사회 양극화와 주민 간의 갈등, 지역 내 문제(생활안전, 고령화-복지, 일자리 창출, 실업, 다문화 가정 등)로 인해 지역공동체의 중요성이 관심을 받기 시작했다. 또한 시민사회로의 성장과 거버넌스 시대에 지역의 특성을 살리기 위해 민`관 협력적 추진을 통해 공동체 구현에 힘쓰기 시작했다. 박근혜 정부가 들어오면서 정부의 주요 과제 보관됨 2015-12-22 - 웨이백 머신로 지역공동체의 활성화가 선정된 바, 현대의 중요한 과제가 되고 있으며 마을공동체의 활성화를 통해서 일자리 창출에 기여하고자 마을 공동체에 관한 중요성이 커지고 있다. 그래서 정부와 주민들, 중간조직의 협력을 통해 지역마다 특색을 살린 사업을 만들고 추진하여 '같이 잘 먹고 잘 살수 있는' 을 이루려는 시도를 하고 있다.

## 마을공동체 사업의 운영
전국의 지역공동체 수는 약 5885개로 수는 점점 늘어나고 있는 추세이다. 시도 별로는 경기도, 전북, 경북 순으로 마을공동체 사업이 많다. 마을공동체의 종류는 정보화 마을, 평화생태마을, 체험휴양마을, 자연생태우수마을, 마을기업, 희망마을 등 이 있다. 마을공동체 안에서 이루어지는 사업들도 다양한데 전통시장이나 상가 활성화, 자연상태 관광사업, 수익을 목적으로 하는 사업, 생활 공간 개선이나 사회복지 시설 확충 사업 등으로 그 수는 셀 수 없이 많다. 이러한 사업들은 주로 정부의 주도하에 이루어지며 마을이 자발적으로 사업을 시작하는 경우는 드물다.
정부는 사업 시작을 위한 예산을 주고 중간관리 조직을 설치한다. 중간관리 조직은 전문가들로 이루어져 있는데 사업을 기획하고 주민들과 실질적으로 만나 공동체 사업을 계획해 나가는 역할을 한다. 처음 정부의 주도로 공동체 사업을 만들 때는 마을과의 연계성을 고려해 담당 부서를 설정한다. 또한 중간관리 조직을 설치함으로써 비전문가인 일반 주민들에게 생소한 공동체 사업을 잘 받아들일 수 있도록 도움을 주고있다. 하지만 중간관리 조직의 연계성이 아직 부족하고 전문가들의 잦은 교체로 연속성을 이어가기 힘들다는 문제를 가지고 있다. 그래서 이를 위해 중간지원 조직에 관한 법규를 제도화 시키려는 시도를 하고 있다.
마을공동체에 대한 관심이 지대해지는 만큼 정부에서 이를 효과적으로 실현하기 위해 소통의 장을 열었다. 2015년 11월 9일부터 11 일까지 열린 공동체 글로벌 한마당에서는 전문가들과 마을공동체 사업가 등이 참여해 현재 다양한 공동체 사업의 현황과 미래 과제를 점검하는 장을 열었으며 정부의 정책적 지원과 시민의 자발적 의지로 만들고 있는 다양한 공동체 구성원과 활동가들의 경험을 교류하는 시간을 가졌다. 또한 공동체 활성화를 위한 정책 개선 방안을 마련하고 중간지원조직의 활성화 방안을 모색했다.

## 마을공동체사업의 예
못골 시장
- 못골시장 공동체 사업의 시작

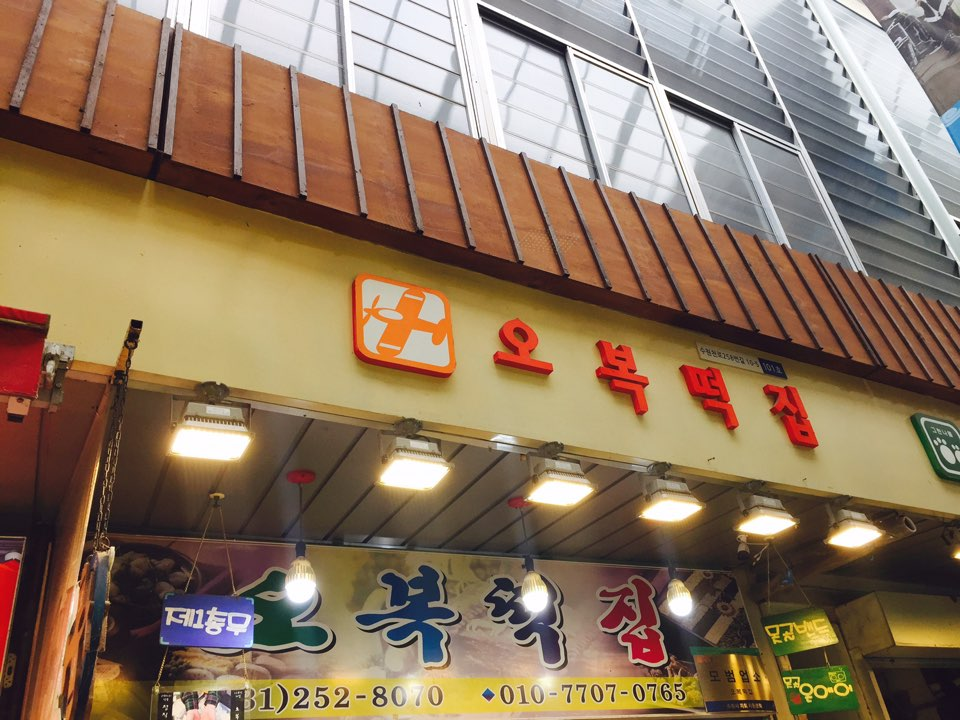
이색적인 간판 만들기

수원 팔달문 주변에 위치한 못골시장은 수원의 지역활성화에 큰 기여를 하였다. 정부의 문전성시 처음 문정성시 프로젝트가 시작되면서 장사의 개념이 아닌 경영의 개념으로 바뀌게 되면서 장사에만 목적을 두던 세대들의 불만이 커지기도 했다. 시장 활성화 사업이 시작되면서 전과 달리 상인들과의 소통을 통해 같이 커가는 분위기로 바뀌었기 때문에 잘 적응하지 못하는 사람도 적지 않았다고 한다. 못골 라디오를 진행하면서 시끄럽다고 장사가 방해된다며 찾아오는 상인들도 있었고 돈을 걷거나 상인들의 도움이 필요한 일에 난색을 표하는 사람이 많았다.
- 소통하는 못골시장

이러한 문제는 못골 미디어를 통해 해결했다. 미디어를 통해 상인들에게 시장의 정보를 알리고 참여하게 하여 구성원으로서의 소속감을 느끼게 했다. 또한 똑같은 일상에 지친 상인들에게 상인DJ가 직접 그들만이 느낄 수 있는 향수를 불러일으키기도 했다. 미디어사업을 진행하기 전에는 미처 알지 못했던 상인들도 미디어를 기반으로 서로를 이해하기 시작했다. 서로의 두터운 신뢰가 먼저 쌓였기 때문에 어떠한 사업을 추진해도 좋은 성과를 거둘 수 있었던 것이다.
정부가 지원해주는 문전성시프로젝트는 약 2~3년 정도이다. 지원이 없는 지금은 상인회의 역할이 가장 크다고 할 수 있다. 소통과 협력을 가장 큰 목적으로 하는 상인회이기에 못골미디어를 통해 정부의 지원이 끝나도 활성화된 시장의 모습을 유지할 수 있는 것이다. 못골시장은 활성화가 된 시장 중에서도 점포수가 87개로 굉장히 적은 편에 속하고 직선으로 뻗은 시장길을 가지고 있었기 때문에 소비자들이 다른 곳으로 새는 공간이 없었고 구성원간의 협력을 통해 더욱 큰 이득을 볼 수 있는 여건이 갖추어져 있다. 상인회의 노력과 시장의 개성을 살릴 수 있는 사업이 만나 더 큰 효과를 얻을 수 있었던 것이다.
- 못골시장의 공동체 사업

못골시장은 여러 가지 사업을 추진하고 있다. 못골온에어, 줌마불평합창단, 못골밴드, 상인 기자단, 못골 요리교실이 대표적이다. 못골온에어는 상인들이 직접 DJ, PD등의 역할을 맡고 있는 국내 최초의 시장 라디오 방송이다. 2008년 12월 30일에 개국, 매주 2회 자체운형 되고 있다. 못골온에어는 프로젝트를 진행하면서 지역사회에 좀더 가깝게 호흡할 수 있는 프로그램을 구성했고, 보이는 라디오와 아프리카 TV 등으로 방송하여 이슈화되었다. 그리고 상인 기자단은 시장 곳곳의 다양한 문제들을 찾아 이슈화하고 스스로 개선점을 찾아내는 일을 한다.
이 외에 줌마불평합창단이나 못골밴드 등은 시장 상인들의 화합을 위해 시작된 사업이다. 줌마불평합창단은 시간이 갈수록 팀워크가 갖춰지고 공동체 의식이 확립되었고, 내부 축제뿐 아니라 지자체나 시민단체에서 주최하는 대회에도 참가하였고, 그렇게 줌마불평합창단은 언론을 통해 못골시장을 전국적으로 알리게 되었다. 또한 시장 상인들과 디자이너들이 함께한 사업으로 이색간판 만들기 사업이 있다. 이 사업은 시장상인 개인의 특성을 살린 간판을 디자이너들이 만든 것인데, 덕분에 시장에 개성이 생기고 간판을 구경하는 재미가 생겼다. 소비하는 공간에서 문화까지 체험할 수 있는 공간으로 변모하고 있다.
연남동
- 연남동 마을 공동체

현재 서울에서 공사를 가장 많이 하는 곳을 꼽으라면 아마 연남동일 것이다. 다양한 문화예술 프로그램뿐만이 아니라 곳곳에 센스 있는 가게들도 많이 생겨 연남동을 보다 매력적인 곳으로 만들어 주고 있다. 일반 상권들과 다르게 차고와 주차장으로 쓰던 가정집 1층을 가게로 개조해 주민과 함께하는 골목길 상권으로 변화하였다. 또 눈길을 끄는 부분은 연남동 경의선 숲길이다. 이는 경의선 및 공항철도가 지하에 건설되면서, 그 상부에 조성된 공원이다. 접근성도 좋아 시민들의 삶을 더욱 풍요롭게 만들어준다. 일상예술창작센터는 2002년 홍익어린이 공원에서 시작한 대안예술시장인 프리마켓을 주최하며 설립되었으며, 이후 활동 범위를 점차 넓혀가게 되었다. ‘누구나 작가가 될 수 있다’, ‘생활(일상)속에서 예술활동을 한다’ 의 표어를 내세웠는데 친근한 예술활동 들을 지향했기 때문에 단체 이름으로 일상예술창작센터라고 짓게 되었다.
- 연남동의 마을 공동체 사업

진행하는 사업으로는 생활창작에 대한 이야기를 나누고 작업이 일상적으로 이루어지는 열린 공간인 '생활 창작공간 새끼'이다. 2008년 탄생한 창작공방으로 2011년 서울시 마을예술창작소 지원사업으로 마을공방으로 재탄생하게 되었다. 연남마예스트로 프로그램을 통해 연남동 주민들에게 문화예술 활동을 경험하고 마을 활동에 참여할 수 있게 하는 한편, 새끼한끼 등의 프로그램을 통해 음식을 통한 교감과 소통을 이끌어 내고 있다. 그리고 연남동 마을시장 따뜻한 남쪽은 2013년부터 열고 있는 마을시장으로 연남동 길공원길 일대에서 매년 정기적으로 열고 있다. 2013년 마포구 살기좋은마을만들기 우수사례로 선정되었고, 이듬해부터는 시장이 더욱 활성화되어 마을공동체 사업의 성공사례 손꼽히고 있다. 매회 400여팀의 연남동 주민과 작업자, 인근 지역주민들이 참여하는 대규모 마을시장으로 연남동에 새로운 생기를 불어넣고 있다.

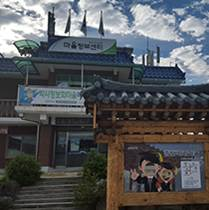
춘천 박사마을
- 박사마을

춘천시 서면은 평범한 농촌마을이지만 1968년 송병덕 박사를 시작으로 현재까지 150여 명의 박사를 배출해 단위 인구당 박사가 가장 많이 나와 박사마을이라고 불린다. 오랜 사업계획 수립으로 체계적인 운영을 하고 “도심 속에 숨어 있는 농촌마을”을 토대로 다양한 체험과 관광사업, 전자 상거래과 체험활동에 대한 활동비를 통해 수익을 얻는다. 또한 마을 주민들의 자발적인 참여 유도를 통해 마을 주민이 주체가 되는 마을로 운영되고 있다.
- 박사마을의 공동체 사업

농림부에서 시행하는 사무장제도를 도입해 마을과 외부를 연결하는 실질적인 마을 운영 인력을 확보하고 있다. 춘천 박사마을은 정보센터를 열고있는데 이 정보센터는 모든 주민이 이용하는 정보공유의 장이 되고 있다. 박사마을정보화센터는 방동1리 마을회관 2층에 마련된 최신 시설의문화 공간으로 인터넷보편화에 따라 마을주민의 정보생활화를 위한 교육의 장이 되고 있다. 컴퓨터를 다루지 못하거나 인터넷에 익숙하지 않은 분들에게 마을정보센터는 전문가에게 쉽게 배울 수 있는 기회를 제공한다. 주민들의 사이버 사랑방으로 운영되며, 마을주민과 도시민이 서로 수월하게 연결될 수 있는 대화의 창구로써 역할을 수행하고 있다.
이 외에도 은평구의 재미난장, 감천 문화마을, 조탄마을, 온평마을 등 지역각지에 특색을 살린 공동체 사업이 추진되고 있다.